# کلود (تگزاس)
کلود، تگزاس(به انگلیسی: Claude, Texas) شهری در ایالت تگزاس از ایالات جنوبی ایالات متحده آمریکا است. در سرشماری سال ۲۰۰۰، جمعیت این شهر ۱۳۱۳ نفر اعلام شد.

## جستارهای ویژه
- فهرست شهرهای تگزاس